# Seminatore

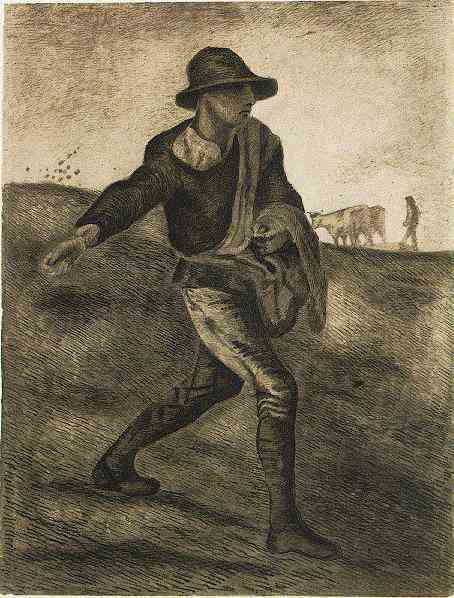
Vincent van Gogh, Il seminatore, da Millet

Il seminatore è la persona che manualmente sparge la semente e si occupa,  in tal modo, della semina. Talvolta è stata usata la versione al femminile, seminatrice.
La figura del seminatore deriva dal mondo contadino ed è quindi riconoscibile in tutte le società che hanno praticato l'agricoltura.
Su un piano simbolico, tale figura assume significato benefico oppure malefico, a seconda del tipo di semente che utilizza e quindi degli effetti della sua azione.  

## Nella cultura popolare e artistica
Il lento e sapiente gesto del seminatore ha influenzato arte, mitologia, letteratura, musica, cinema, fumetti, tradizioni popolari. 
Non ci sono confini, né geografici né politici, al diffondersi di questa figura, forte e dinamica, che da reale è diventata anche simbolica, nel bene come nel male: nella lingua italiana troviamo molte locuzioni (alcune positive, altre negative), tra cui "seminatore di zizzania", "seminatore di pace", "seminatore di odio", "buon seminatore".

### Linguistica
- L'iscrizione latina "magica" del seminatore (SATOR, AREPO, TENET, OPERA, ROTAS), che ha più chiavi di lettura, è nota come Quadrato del Sator.
- L'indovinello veronese del seminatore, manoscritto, risale alla fine dell'VIII secolo o inizio del IX secolo.

### Mitologia
- Saturno: il nome del dio deriva dal latino satus ("semina") ed è il participio passato del verbo serere ("seminare"), quindi Saturno è "il seminatore".
- Sparteo, detto "il seminatore", è uno dei tre figli che la ninfa Imalia diede a Zeus.
- Watacame il seminatore e la sua cagnolina, secondo la Mitologia dei Nativi Americani rimasero gli unici superstiti dal diluvio universale.

### Religione
- Nella parabola del seminatore, raccontata da Gesù e presente nei tre Vangeli sinottici (Matteo 13,3, Marco 4,3, Luca 8,5) la parola di Dio è paragonata ai chicchi di grano gettati dal seminatore

### Dipinti

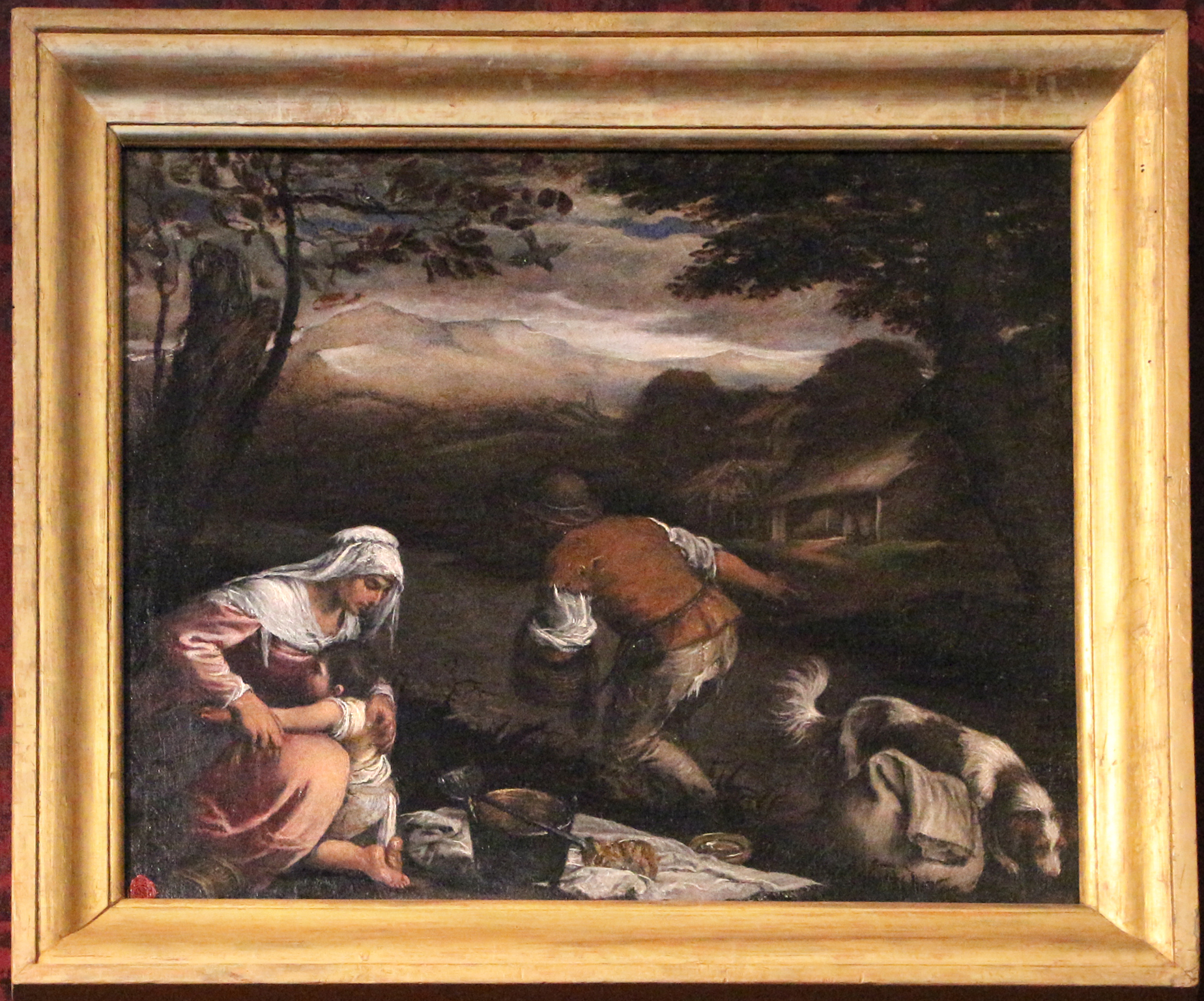
Jacopo Bassano (bottega), Parabola del seminatore, 1590 circa

- Il Seminatore, dipinto di Ivan Grohar, metafora della Slovenia come nazione vigorosa, (Museum of Modern Art di Ljubljana). L'immagine è stata utilizzata per le monete slovene da 5 centesimi di Euro.
- Il Seminatore, tela di Jean-François Millet, 1850.
- Il Seminatore, olio di Carlo Fornara, (Pinacoteca Fondazione C.R. di Tortona).
- Il Seminatore, tela di Carlo Pollonera, 1881 (Galleria civica d'arte moderna e contemporanea di Torino).
- Il Seminatore, scultura di Domenico Trentacoste, 1903.
- Il Seminatore, scultura in bronzo in piazza della Libertà, a Grassano.
- Il Seminatore che spande lontano, bronzo di Constant Montald, 1904.
- Paesaggio con la parabola del seminatore, dipinto di Pieter Bruegel il Vecchio, datato 1557, (Timken Museum of Art di San Diego).
- Parabola del seminatore, tela, bottega di Jacopo Bassano, 1590 circa, (Gallerie dell'Accademia di Venezia).
- Parabola del seminatore di zizzania, olio su tavola di Domenico Fetti, (Castello di Praga).
- Seminatore al tramonto, olio di Vincent van Gogh, (Museo Kröller-Müller di Otterlo). Van Gogh realizzò una trentina, tra disegni e oli, su questo argomento. Di alcuni l'ubicazione è sconosciuta. (Studi di van Gogh sui contadini).
- Seminatori, olio di Umberto Moggioli, 1912.

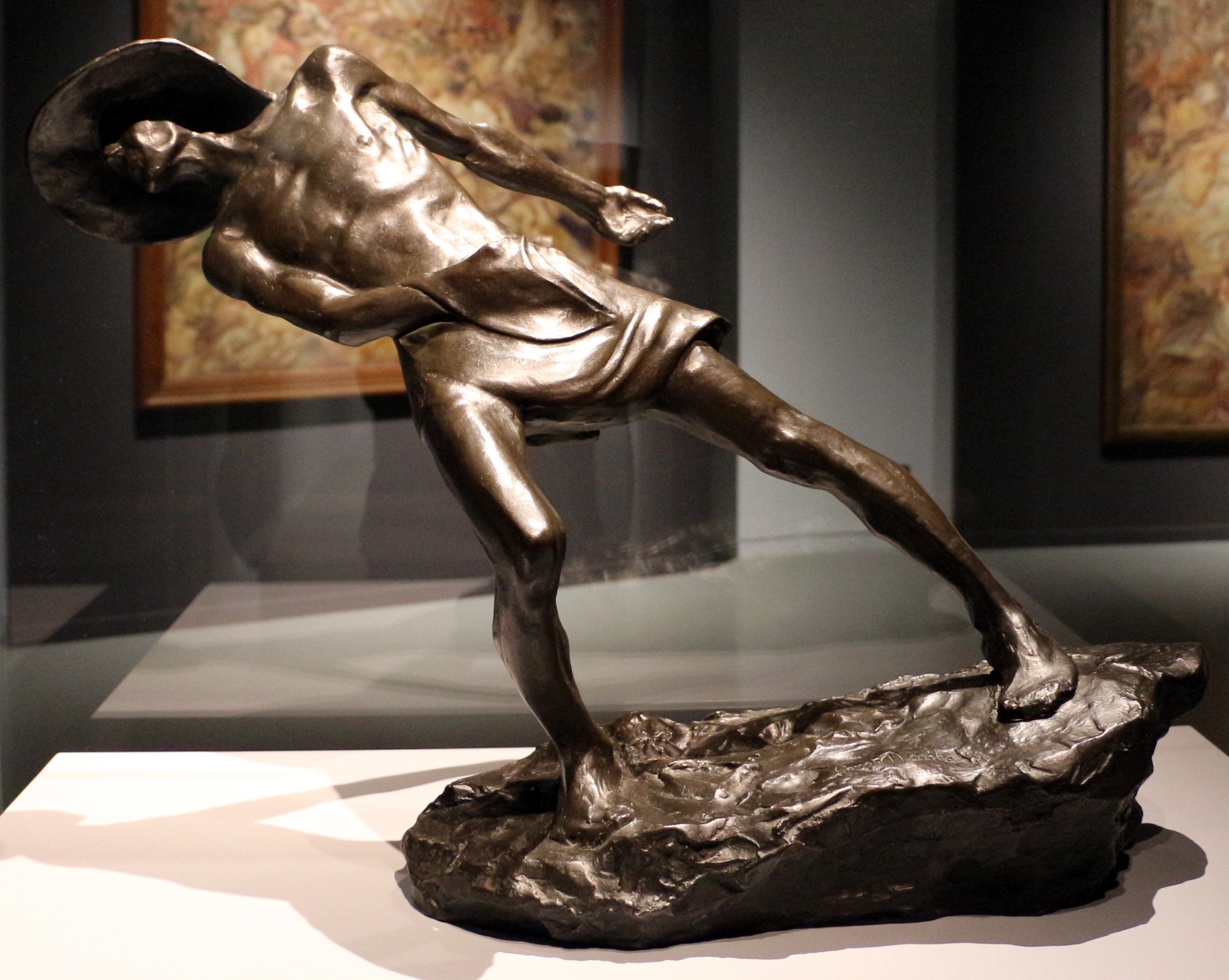
Constant Montald, Il Seminatore che spande lontano, 1904

### Letteratura
- Johnny il seminatore, romanzo di Francesco D'Adamo, 2005.
- Il Seminatore, romanzo di Mario Cavatore.
- Il seminatore delle terre nere, romanzo dello scrittore armeno Aksel Bakunts.
- I seminatori, romanzo di Giulio Bechi, 1914, apprezzato da Benedetto Croce.
- I seminatori di discordia, tra cui Gaio Scribonio Curione, Maometto, Bertran de Born e Roberto il Guiscardo, sono condannati nelle Malebolge. (Inferno - Canto ventottesimo).
- I seminatori di abissi, romanzo di fantascienza dello scrittore francese Serge Brussolo, del 1983.
- La parabola del seminatore, romanzo di fantascienza di Octavia E. Butler.

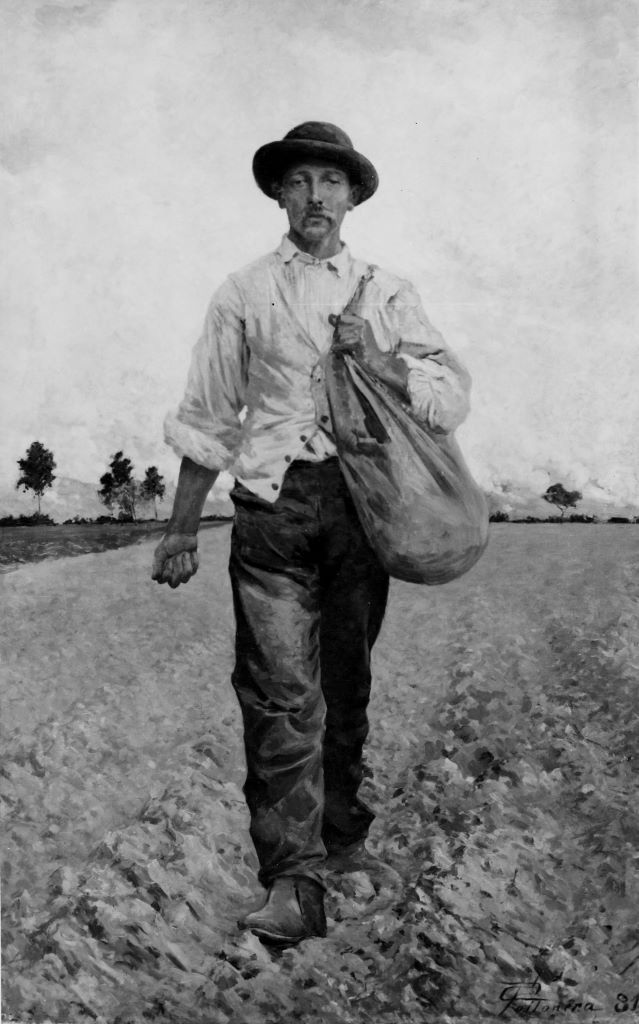
Carlo Pollonera Il seminatore

### Monete
- Il Seminatore, immagine tratta dal dipinto del pittore impressionista Ivan Grohar, è nella moneta da 5 centesimi delle monete euro slovene.
- La Semeuse di Louis Oscar Roty, che rappresenta una seminatrice che avanza portando la sua borsa di grano, compariva sulle monete del Franci francese.

### Musica
- Alleria/Il seminatore, brano del 1971 di Toni Santagata.
- Il seminatore, brano di Ivano Michetti e Flavio Paulin, nell'album Un'altra donna de I Cugini di Campagna.

### Tradizioni popolari
- Il "Thurpos Seminatore" che sparge crusca come segno di buona fortuna, è una maschera della tradizione barbaricina del comune di Orotelli, in Sardegna.